# KitschKrieg
KitschKrieg ist ein deutsches Produzententeam aus Berlin, bestehend aus Christoph Erkes (Fizzle), Christian Yun-Song Meyerholz (Fiji Kris) und Nicole Schettler (°awhodat°). Das Trio wurde bekannt für seine Zusammenarbeit mit Trettmann, vor allem für das Album #DIY. Den Schallplattenauszeichnungen zufolge hat es mehr als 1,4 Millionen Tonträger verkauft.

## Karriere
Das Trio wurde 2015 gegründet. Der Durchbruch gelang ihnen mit dem Song Knöcheltief von Trettmann und Gzuz, der später auch auf dem von KitschKrieg produzierten Album #DIY zu finden war. Bereits mit ihrer zweiten Single Standard erreichten sie die Spitzenposition der deutschen Singlecharts, das Lied wurde in Deutschland mit einer Platin-Schallplatte ausgezeichnet, in Österreich erreichte es Goldstatus.
Am 7. August 2020 erschien ihr selbstbetiteltes Studioalbum KitschKrieg, auf dem unter anderem Beiträge von Trettmann, Nena, Peter Fox, Modeselektor, RIN, Kool Savas, Bonez MC, Marteria, Jamule, AnnenMayKantereit, Cro und Vybz Kartel erhalten sind. Mit der Single Unterwegs in Kooperation mit Jamule erreichte KitschKrieg das zweite Mal die Spitzenposition der deutschen Singlecharts, das Album selbst stieg auf Rang drei in die deutschen Albumcharts ein.

## Diskografie

### Studioalben
| Jahr | Titel                | Höchstplatzierung, Gesamtwochen, AuszeichnungChartplatzierungen (Jahr, Titel, Platzierungen, Wochen, Auszeichnungen, Anmerkungen) | Höchstplatzierung, Gesamtwochen, AuszeichnungChartplatzierungen (Jahr, Titel, Platzierungen, Wochen, Auszeichnungen, Anmerkungen) | Höchstplatzierung, Gesamtwochen, AuszeichnungChartplatzierungen (Jahr, Titel, Platzierungen, Wochen, Auszeichnungen, Anmerkungen) | Anmerkungen                                               |
| Jahr | Titel                | DE | AT | CH | Anmerkungen                                               |
| ---- | -------------------- | --- | --- | --- | --------------------------------------------------------- |
| 2019 | Trettmann            | DE2 (19 Wo.)DE | AT9 (8 Wo.)AT | CH5 (9 Wo.)CH | Erstveröffentlichung: 13. September 2019 mit Trettmann    |
| 2020 | KitschKrieg          | DE3 (30 Wo.)DE | AT7 (28 Wo.)AT | CH6 (8 Wo.)CH | Erstveröffentlichung: 7. August 2020                      |
| 2023 | Insomnia             | DE2 (9 Wo.)DE | AT3 (5 Wo.)AT | CH4 (6 Wo.)CH | Erstveröffentlichung: 17. März 2023 mit Trettmann und SFR |
| 2023 | German Engineering 1 | — | — | — | Erstveröffentlichung: 28. Juli 2023                       |
| 2024 | German Engineering 2 | — | — | — | Erstveröffentlichung: 6. Dezember 2024                    |

### Singles
| Jahr | Titel Album                        | Höchstplatzierung, Gesamtwochen, AuszeichnungChartplatzierungen (Jahr, Titel, Album, Platzierungen, Wochen, Auszeichnungen, Anmerkungen) | Höchstplatzierung, Gesamtwochen, AuszeichnungChartplatzierungen (Jahr, Titel, Album, Platzierungen, Wochen, Auszeichnungen, Anmerkungen) | Höchstplatzierung, Gesamtwochen, AuszeichnungChartplatzierungen (Jahr, Titel, Album, Platzierungen, Wochen, Auszeichnungen, Anmerkungen) | Anmerkungen |
| Jahr | Titel Album                        | DE | AT | CH | Anmerkungen |
| --- | ---------------------------------- | --- | --- | --- | --- |
| 2018 | 10419 –                            | DE24 (3 Wo.)DE | AT29 Gold · (2 Wo.)AT | CH78 (1 Wo.)CH | Erstveröffentlichung: 7. September 2018 Verkäufe: + 15.000; Cro, Trettmann & KitschKrieg                              |
| 2018 | Standard KitschKrieg               | DE1 Platin · (29 Wo.)DE | AT2 Gold · (23 Wo.)AT | CH18 (11 Wo.)CH | Erstveröffentlichung: 19. Oktober 2018 Verkäufe: + 415.000; feat. Trettmann, Gringo, Ufo361 & Gzuz                    |
| 2019 | 5 Minuten –                        | DE10 Gold · (6 Wo.)DE | AT13 (5 Wo.)AT | CH38 (2 Wo.)CH | Erstveröffentlichung: 8. Februar 2019 Verkäufe: + 200.000; feat. Cro, AnnenMayKantereit & Trettmann                   |
| 2019 | Aua, Oh Oh, Gringo ist sauer –     | DE64 (1 Wo.)DE | — | — | Erstveröffentlichung: 12. April 2019 feat. Gringo                                                                     |
| 2019 | Du weißt Trettmann                 | DE15 (7 Wo.)DE | AT19 (5 Wo.)AT | CH45 (4 Wo.)CH | Erstveröffentlichung: 2. August 2019 mit Trettmann & Gzuz                                                             |
| 2019 | Stolpersteine Trettmann            | DE60 (2 Wo.)DE | — | — | Erstveröffentlichung: 23. August 2019 mit Trettmann                                                                   |
| 2020 | International Criminal KitschKrieg | DE6 (7 Wo.)DE | AT5 (7 Wo.)AT | CH23 (4 Wo.)CH | Erstveröffentlichung: 24. Juli 2020 feat. Bonez MC & Vybz Kartel                                                      |
| 2020 | Oh Junge KitschKrieg               | DE24 (2 Wo.)DE | AT40 (1 Wo.)AT | CH66 (1 Wo.)CH | Erstveröffentlichung: 24. Juli 2020 mit RIN & Kool Savas                                                              |
| 2020 | 17:30 Uhr KitschKrieg              | DE— 1DE | — | — | Erstveröffentlichung: 31. Juli 2020 feat. Jan Delay                                                                   |
| 2020 | Unterwegs KitschKrieg              | DE1 Platin · (25 Wo.)DE | AT6 (20 Wo.)AT | CH17 (15 Wo.)CH | Erstveröffentlichung: 10. August 2020 Verkäufe: + 400.000; feat. Jamule Original: Seeed feat. CeeLo Green – Aufstehn! |
| 2023 | 6 Nullen Insomnia                  | DE58 (1 Wo.)DE | — | — | Erstveröffentlichung: 27. Januar 2023 mit Trettmann                                                                   |
| 2023 | Insomnia                           | DE— 2DE | — | — | Erstveröffentlichung: 17. Februar 2023 mit Trettmann                                                                  |
| 2023 | Für dich da Insomnia               | DE47 (7 Wo.)DE | — | — | Erstveröffentlichung: 3. März 2023 mit Trettmann & Levin Liam                                                         |
| Folgende Lieder erschienen nicht als Single, wurden aber durch das Album zum Download und Streaming bereitgestellt und konnten somit eine Platzierung erlangen: |                                    | | | | |
| |                                    | | | | |
| 2018 | 100 Palmen aus Plastik 2           | DE15 (4 Wo.)DE | AT14 (1 Wo.)AT | — | Charteinstieg: 12. Oktober 2018 Bonez MC & RAF Camora feat. Trettmann & KitschKrieg                                   |
| 2019 | Bye Bye aka Delicious Trettmann    | — | AT50 (1 Wo.)AT | CH63 (1 Wo.)CH | Charteinstieg: 22. September 2019 mit Trettmann                                                                       |

### Produktionen
| Jahr | Titel Album          | Höchstplatzierung, Gesamtwochen, AuszeichnungChartplatzierungen (Jahr, Titel, Album, Platzierungen, Wochen, Auszeichnungen, Anmerkungen) | Höchstplatzierung, Gesamtwochen, AuszeichnungChartplatzierungen (Jahr, Titel, Album, Platzierungen, Wochen, Auszeichnungen, Anmerkungen) | Höchstplatzierung, Gesamtwochen, AuszeichnungChartplatzierungen (Jahr, Titel, Album, Platzierungen, Wochen, Auszeichnungen, Anmerkungen) | Anmerkungen                                                                                               |
| Jahr | Titel Album          | DE | AT | CH | Anmerkungen                                                                                               |
| ---- | -------------------- | --- | --- | --- | --- |
| 2017 | Knöcheltief #DIY     | DE31 Gold · (30 Wo.)DE | — | — | Erstveröffentlichung: 1. August 2017 Verkäufe: + 200.000; Interpret(en): Trettmann feat. Gzuz             |
| 2017 | GottSeiDank #DIY     | DE31 Gold · (11 Wo.)DE | AT56 (5 Wo.)AT | — | Erstveröffentlichung: 12. September 2017 Verkäufe: + 200.000; Interpret(en): Trettmann                    |
| 2019 | Zeit steht Trettmann | DE10 Gold · (12 Wo.)DE | AT30 (5 Wo.)AT | CH39 (1 Wo.)CH | Erstveröffentlichung: 13. September 2019 Verkäufe: + 200.000; Interpret(en): Trettmann feat. Alli Neumann |

## Auszeichnungen für Musikverkäufe
Anmerkung: Auszeichnungen in Ländern aus den Charttabellen bzw. Chartboxen sind in ebendiesen zu finden.
| Land/RegionAuszeichnungen für Musikverkäufe (Land/Region, Auszeichnungen, Verkäufe, Quellen) | Gold     | Platin     | Verkäufe  | Quellen           |
| -------------------------------------------------------------------------------------------- | -------- | ---------- | --------- | ----------------- |
| Deutschland (BVMI)                                                                           | 4× Gold4 | 2× Platin2 | 1.600.000 | musikindustrie.de |
| Österreich (IFPI)                                                                            | 2× Gold2 | —          | 30.000    | ifpi.at           |
| Insgesamt                                                                                    | 6× Gold6 | 2× Platin2 |           |                   |

## Auszeichnungen
Hiphop.de Awards
- 2018: Bester Produzent National[6]
- 2018: Bester Song National für Standard (feat. Trettmann, Gringo, Ufo361 & Gzuz)[6]

Preis für Popkultur
- 2019: Lieblingsproduzent/in für 5 Minuten (feat. Cro, AnnenMayKantereit & Trettmann)[7]